# Tingulli Trent
Tingulli Trent (oft auch Tingulli 3nt oder Tingulli 3) ist eine albanische Rap-Band, bestehend aus Getoar Selimi und Agon Sylejmani. Sie ist einer der erfolgreichsten Bands im albanischen Raum.

## Werdegang
Die Band wurde 1996 von Getoar Selimi gegründet. Zuerst bestand sie aus Getoar Selimi, Jeton Topusha und Besa Gashi. Nach zwei veröffentlichten Singles löste sich diese Besetzung auf und Agon Sylejmani kam dazu.
Das erste Musikalbum Prishtina Fucking City war das erste albanische Hip-Hop-Album, das viele Tabus angesichts der expliziten Ausdrücke in dem Song gebrochen hatte. Es folgten weitere Alben in den nächsten Jahren, mit denen ihr Bekanntheitsgrad immer mehr wuchs.
Das sechste Album heißt Ma i madhi n’ven (übersetzt etwa: Der Größte im Land). Der Titel dieses Albums soll die Macht der Gruppe zeigen. Das Album beinhaltete Hits wie Ma i madhi n’ven, Asniher (etwa: nimmermehr/niemals), Ani Syn (Zusammenarbeit mit Gold) und I kom (etwa: Ich habe (es); Zusammenarbeit mit Ermal Fejzullahu).
Das Video zu I kom mit Ermal Fejzullahu hat mehr als 7 Millionen Klicks auf YouTube.
Im Jahr 2013 erschien die bis dahin erfolgreichste Single Po t’shoh permas (etwa: Ich sehe (dich) von hinten), dessen Video über 8 Millionen Youtube-Klicks hat.
Tingulli Trent gründeten das Label Babastars.

## Diskographie

### Alben
- Prishtina Fucking City
- Al booomi i 2te
- I 3nt
- Babes
- Pika per vesh
- Ma i madhi n’ven

### Singles und Albumtracks
- 1 Splif Mas Koncertit
- 1 Splif Mas Koncertit (Remix)
- 1 Tim është Ushqim
- 100% T`Trent
- 4 All Bitchiz
- A E Din Se (Feat. Skillz)
- Ana Majt Ana Djatht
- Ani Ani Syn (Feat. Flori Mumajesi)
- Babës
- Bal 3d
- Dashuria Në Gangsta
- Doni Te Na Shihni Poshte (Feat. Arta Bajrami & Danny Boy)
- Drog Per Vesh (Feat. K-Master)
- Drogiratu Me Mu
- G Funk Geloxia
- Gjith Vs Asnihere
- Hajdeni Qika Shqiptare
- High (feat. Babastars)
- High II (feat. Babastars)
- I Kom (Feat. Ermal Fejzullahu)
- I Trent (Feat. Fatime Kosumi)
- Interlude (pa Dyshim)
- Interlude 1 (alboomi I 2-te)
- Interlude 2 (alboomi I 2-te)
- Intro (alboomi I 2-te)
- Intro (allah Is Only)
- Intro (babes) (Feat. Real1)
- Intro (i 3nt)
- Intro (ma I Madhi N'ven)
- Jam I Shtrenjte
- Jasha
- Jemi Qita (Feat. Real 1, Don Pizhi & Lyrical Son)
- Kadal-dal, Shpejt E Shpejt (Feat. Ritmi I Rrugës & Vullnet Sefaja)
- Kalle Sonte
- Kallxom Ku Arrite (feat. Altuna Sejdiu)
- Kariera (interlude)
- Kishe Une Bukuroshe
- Kishe Une P*dh (erotic Version)
- Klithma
- Koha Jone
- Kur Na Vina n’Club (Pooo) (Feat. Real 1 & DJ Blunt)
- Little Mommy (Feat. Stine)
- Llokum Me Arra
- Loçkat E Mia
- Ma I Madhi Nven
- Ma I Madhi Nven (hip-hop Version)
- Me Merr (Feat. Soni Malaj)
- Mix 1 (Feat. Kaos, Memli & Viagra)
- Mix 2 (Feat. Real 1, Don Pizhi & Lyrical Son)
- Mix 3 (Feat. Mc Kresha, Bim Bimma & Skillz)
- Mix 4 (Feat. Trakla, Da Ghost, Gentz & Big Basta)
- Mustafa
- Muzika Jon (Feat. Nora Istrefi)
- Muzika Ka Shume Vler
- N'club
- Na E Bojna Nice (Feat. Lyrical Son)
- Next 4 All Bitchez
- Nga Rruga E Lindjes
- Njeri Serioz
- Outro (alboomi I 2-te)
- Outro (na Jem) (Feat. Viagra & Mc Mimo)
- Outro (prishtina Fuckin´ City)
- Per Ata 1
- Pika Per Vesh
- Po Shihet Ashiqare (Diss Unikkatil) (Feat. K-Master & Da Ghost)
- Po T'shoh Permas
- Prishtina ****In City
- Pse Po Thu
- Pse Tingulli 3 Qka
- Qika Krejt Durt Nalt (Feat. Vesa & Teuta)
- Sa Bythen E Mire (Feat. Ciljeta)
- Se Kom Për Veti
- Shum Loj Një Lloj (Feat. Viagra)
- Shum Shtir Shum Leht
- Shut Goll (Feat. Kaos)
- Si 90%shqiptar
- Skit (muzika Babes)
- Successful
- Superstar (Feat. Patrick Brizard)
- T2 (Feat. Elvana Gjata)
- Tingulli 3nt - That's It (Feat. Newporn)
- Unë E Boj
- Veq Style
- Veri
- Vesa (Feat. Ermal Fejzullahu)

als mitwirkender Interpret:
- Dj Blunt & Getoar Selimi - A Po Don Kesh
- Nora Istrefi & Getoar Selimi - Nuk Dua
- Tuna - MMV (Feat. Getoar Selimi)
- Qendrim Pllana - Deri Sa T'jetoj (Feat. Geti)
- Tuna - Fenix (Remix) (Feat. Cozman & Getoar Selimi)
- Qendrim Pllana - Ti Je E Veqant (Feat. Geti)
- Hija Jetes - Krejt Maniak Jam (Feat. Tingulli 3nt)
- Dafina Zeqiri - D&g (Feat. Getoar Selimi)
- Don Pizhi - E Di Une Zemer (Feat. Geti)
- Etno Engjujt - Dua Të Jetoj Më Mirë (Feat. Tingulli 3nt)
- 2po2 - Prishtinali Jom (Feat. Tingulli 3nt)
- Stine - Little Mommy (Feat. Tingulli 3Nt)
- Flori - Baby (Nje Here Ne Jete) (Feat. Getoar Selimi)
- Adelina Ismaili - Me Kosove Luhet Komore (Feat. Tingulli 3Nt)
- Etno Engjujt - K.Ol.C Dhe Ghetto (Feat. Tingulli 3nt)